# Línguas uitotos
As línguas uitotos ou línguas Witoto  formam uma família de línguas ameríndias do America do Sul.

## Línguas
- Ocaina (okaina) Departamento de Loreto, Peru; Amazonas, Colômbia
- Witoto
  - Nipode (nüpode, nüpode witoto) Peru
  - Meneca-murui
    - Meneca (meneka, witoto muinane, minica witoto, mɨnɨca) Amazonas, Colômbia; Peru 2.500 falantes (1997)[2]
    - Murui (bue, mɨca, witoto murui) Peru; Putumayo y Amazonas, Colômbia 2.000-2.800 (1997)[2]
- Nonuya (nonuña, nyonuhu, achiote, achote) Amazonas, Colômbia; Departamento de Loreto, Peru (†)
- Andoquero (andokero) Amazonas, Colombia lengua muerta (†)
- Coeruna (koeruna) Amazonas, Brasil (†)
- Coixoma (koihoma, koto, coto, orejón) Departamento de Loreto, Peru (†)

(†) = língua extinta

## Reconstrução
Algumas reconstruções do proto-witoto-ocaina, de nomes de plantas e animais (Aschmann 1993):
| Número | Proto-Huitoto-Ocaina                             | Português         | Espanhol                          | Inglês              |
| ------ | ------------------------------------------------ | ----------------- | --------------------------------- | ------------------- |
| 97     | *tō()                                            | anta              | danta                             | tapir               |
| 98     | *hï̄ʔko                                           | onça-preta        | tigre                             | jaguar              |
| 99     | (hï̄ʔko)                                          | onça-parda        | león, puma                        | puma                |
| 100    | *n(ē)nï̄́(goï)                                     | tatu              | armadillo, quinquincho, carachupa | armadillo           |
| 101    | *hï̄ʔko                                           | cachorro          | perro                             | dog                 |
| 102    | *kïʔto                                           | veado             | venado                            | deer                |
| 103    | *(tī)nōī                                         | morcego           | murciélago                        | bat                 |
| 104    | *(ïpóʔe)                                         | lontra            | nutria                            | otter               |
| 106    | (io, iyo)                                        | bugio             | mono aullador                     | howler monkey       |
| 108    | (-haino)                                         | capivara          | chigüiro, ronsoco                 | capybara            |
| 109    | (hḗākï)                                          | tamanduá-bandeira | oso hormiguero                    | anteater            |
| 110    | (akaino)                                         | paca              | paca, guagua, majas               | paca                |
| 111    | *(na)ʔï̄ma                                        | jacaré            | caimán                            | crocodile           |
| 113    | *mainí-(goï)                                     | tartaruga         | tortuga                           | tortoise            |
| 114    | (dzoʔdzo)                                        | tracajá           | tortuga, motelo                   | river turtle        |
| 115    | (medo)                                           | caititu           | saíno                             | collared peccary    |
| 117    | *p(íí)to, *mï̄(goi)                               | cutia             | agutí                             | agouti              |
| 118    | *minï̄́()                                          | rato              | rata                              | rat                 |
| 119    | (hï̄ʔko)                                          | gato              | gato                              | cat                 |
| 121    | (oʔoo)                                           | rabo              | cola                              | tail                |
| 122    | (iβána)                                          | cobra             | serpiente, culebra                | snake               |
| 123    | ?*()óʔyo                                         | sucuri            | mapana                            | anaconda, water boa |
| 124    | (namaini)                                        | cascavel          | cascabel                          | rattlesnake         |
| 125    | (daïto)                                          | cobra-coral       | coral                             | coral snake         |
| 126    | *(n)op(aï)goï, *goaïkï̇(ho), *(h)edaï             | sapo              | sapo                              | toad                |
| 128    | *piʔtíʔto                                        | beija-flor        | picaflor, colibrí                 | hummingbird         |
| 129    | *(ae)(β)a(do)                                    | arara             | guacamayo                         | macaw               |
| 130    | *nokáiʔto                                        | tucano            | tucán, pinsha                     | toucan              |
| 131    | ?*(tóóda), (manáíni), *(k)(oi)yïkï               | papagaio          | loro                              | parrot              |
| 132    | ?*(gai)di(ko-goï)                                | periquito         | perico, pihuicho                  | parakeet            |
| 133    | *īno()                                           | urubu             | gallinazo                         | buzzard             |
| 134    | ?*(k)oodz(a)                                     | mutum             | pavo                              | curassow            |
| 135    | *mṓnō()                                          | coruja            | lechuza                           | owl                 |
| 137    | *áʔta-βa, (káda-βa)                              | galinha           | gallina                           | hen                 |
| 139    | (ïmḯ-goï)                                        | piranha           | caribe                            | piranha             |
| 140    | *(do)ʔ-hidakï(goï)                               | abelha            | abeja                             | bee                 |
| 141    | *(ïní)kï                                         | mosca             | mosca                             | fly                 |
| 142    | ?*(p)aïd(á)to                                    | pulga             | pulga                             | flea                |
| 144    | *(oi)ʔtó()                                       | mosquito          | zancudo                           | mosquito            |
| 145    | *(kadákï-goï), (igïdakï-goï)                     | cupim             | comején, hormiga blanca           | termite             |
| 146    | (dakḯ-goï)                                       | formiga           | hormiga                           | ant                 |
| 147    | *(hebekï-goï)                                    | aranha            | araña                             | spider              |
| 148    | *odó-taï-(goï), *odó-(kaï-goï), *(iʔo)-taï-(goï) | bicho-de-pé       | nigua, pigue                      | chigger             |
| 161    | *(dai)ʔtïhā́ï̄́(hā)                                 | capim             | hierba                            | grass               |
| 163    | *hōʔtí(), *máhī(kahï)                            | mandioca          | yuca                              | cassava             |
| 165    | *tïʔó()                                          | tabaco            | tabaco                            | tobacco             |
| 166    | (háʔikï)                                         | algodão           | algodón                           | cotton              |
| 168    | *(h)aʔkáíʔ-ti(dai)                               | cará              | ñame                              | yam                 |
| 170    | *nonṓ()                                          | urucum            | achiote, bija                     | annatto             |
| 171    | *hiʔpíʔ-hï(βe)                                   | pimenta           | ají                               | chili pepper        |
| 172    | *híibí(ʔe)                                       | coca              | coca                              | coca                |
| 173    | *õnāʔõ                                           | ayahuasca         | ayahuasca, yajé                   | Banisterium         |
| 174    | *(hikado)                                        | banana            | plátano                           | plantain            |
| 175    | *(haimina)                                       | pupunha           | chonta                            | chonta palm         |
| 178    | *(po)kaníʔ-ta                                    | cana-flecha       | caña brava                        | cane                |